# Григорий Волконски
Григо̀рий Семьо̀новочи Волко̀нски (на руски: Григорий Семёнович Волконский) е руски благородник (княз), офицер (генерал от кавалерията) и администратор.
Роден е на 25 януари 1742 година в семейството на генерал Семьон Волконски, глава на княжеския род Волконски, който е разклонение на династията Рюриковичи. Постъпва на военна служба през 1756 година, участва в Руско-турската война от 1768 – 1774 година, Войната на Барската конфедерация и Руско-турската война от 1787 – 1792 година, когато се проявява в Мачинското сражение. Уволнява се от армията през 1800 година, през 1803 – 1817 година е губернатор на Оренбургска губерния, а след това до смъртта си е член на Държавния съвет. Негови синове са генералите Николай Репнин-Волконски, дългогодишен губернатор на Малоруското генерал-губернаторство, и Сергей Волконски, един от водачите на декабристите.
Григорий Волконски умира на 17 юни 1824 година в Санкт Петербург